# Montagnais de Pakua Shipi
Les Montagnais de Pakua Shipi sont une bande indienne innue du Québec au Canada. Ils vivent principalement sur l'établissement indien de Saint-Augustin. En 2016, ils ont une population inscrite de 366 membres. Ils sont affiliés au Regroupement Mamit Innuat.

## Démographie
Les membres de la Première Nation de Pakua Shipi sont des Innus, également appelés Montagnais. En décembre 2016, la bande a une population inscrite totale de 366 membres dont 8 vivent hors réserve.

## Géographie
La majorité des Montagnais de Pakua Shipi vivent sur l'établissement indien de Saint-Augustin, également appelé Pakua Shipi. Il est situé près de la municipalité de Saint-Augustin à l'ouest de la rivière Saint-Augustin. La ville importante la plus proche est Sept-Îles. Le nom « Pakua Shipi » signifie « rivière de sable » en innu-aimun.

## Gouvernement
Les Montagnais de Pakua Shipi sont gouvernés par un conseil de bande élu selon un système électoral selon la coutume basé sur la section 11 de la Loi sur les indiens. Pour le mandat de 2017 à 2020, ce conseil est composé du chef Denis Mestenapéo et de quatre conseillers,.